# Bernard Malissen
Bernard Malissen, né le 29 novembre 1953 à Agen, est un chercheur français en biologie spécialisé en immunologie. Directeur de recherche au CNRS, il a également été le directeur du Centre d'immunologie de Marseille-Luminy de 1995 à 2005.

## Biographie
Bernard Malissen obtient son doctorat de science en 1982. Il entre au CNRS, où il travaille avec François Kourilsky et Claude Mawas. Il dirige de nombreuses années une unité de recherche Inserm à Marseille-Luminy. En 1995, il prend la direction du Centre d'immunologie de Marseille-Luminy. En 2003, il est élu membre de l'Académie des sciences.
Bernard Malissen est le fondateur et directeur du Centre d'immunophénomique (CIPHE).

## Apports scientifiques
Les travaux de Bernard Malissen ont principalement porté sur la description des mécanismes de recombinaison génétique permettant la synthèse des récepteurs des cellules T (TCR) – récepteur de surface qui déclenche la différenciation cellulaire du lymphocyte T qui le porte et permet de contribuer aux défenses des organismes contre des agents infectieux ou des tumeurs – et sur l’étude de leur structure tridimensionnelle.
Il a également développé dans les années 1980, des approches de transfert génique permettant de reconstituer de toutes pièces le complexe multimoléculaire TCR afin d’étudier la manière dont il induit l’activation des lymphocytes T,,,, puis son équipe a développé des modèles de souris transgéniques, pour étudier le développement et la fonction des lymphocytes T dans leur contexte physiologique,.
À l’aide d’outils de génomique fonctionnelle, Bernard Malissen a pu ainsi décrire les différents types de cellules dendritiques – qui ont pour fonctions de capturer et de présenter de manière particulièrement efficace les antigènes aux lymphocytes T – présents dans des tissus tels que la peau et la manière dont elles y exercent des fonctions de sentinelles,,. Pour comprendre la complexité des réseaux de transduction du signal impliqués dans l'activation des cellules T et des cellules dendritiques, Bernard Malissen utilise actuellement des approches dites « omiques » afin de mesurer simultanément un grand nombre de paramètres et de décrire le fonctionnement des lymphocytes T dans des conditions normales et pathologiques.

## Prix et distinctions
- 1982 : Médaille de bronze du CNRS
- 1986 : Prix de la Fondation pour la recherche médicale
- 1988 : Prix Bernard Halpern
- 1996 : Médaille d'argent du CNRS
- 2005 : Grand Prix de la recherche médicale de l'INSERM[1]
- 2018 : Grand Prix de la Fondation pour la Recherche Médicale[15]